# Scopula albicans
Scopula albicans là một loài bướm đêm trong họ Geometridae.